# بیسکوییت حیوانی
بیسکوییت حیوانی، (به انگلیسی: Animal Crackers) فیلمی در ژانر کمدی، موزیکال است. کارگردان فیلم بیسکوییت حیوانی، ویکتور هیرمن است. این فیلم در سال ۱۹۳۰ میلادی ساخته شد. بازیگران این فیلم عبارت‌انداز: برادران مارکس، لیلیان راث و مارگارت دومانت